# Иван Ангелов (художник)
Вижте пояснителната страница за други личности с името Иван Ангелов.
Иван Ангелов Стоянов е български художник. Живописец и педагог, един от основоположниците на българското изобразително изкуство. В България преподава рисуване в Сливен, Пловдив и София. Част от картините му са „Жътва в Сливенско“, „Косач“, „Жътварки“, "Молитва преди жътва" „Жътва“, „Бог дал, Бог взел“, „Ливади“, „Клетва при дознание чрез околни люде“, „Сухи върби“ и др.

## Биография
Роден е в село Бреница през 1864 г. Следва в художественото приложно училище в Мюнхен през 1881 г. Член на Дружеството за поддържане на изкуството в България и на Съюза „Лада“ от 1912 г. Преподавател в Художествената академия в София.

## Творби
в ГХГ Пловдив
- „На чешмата“, м.б., пл., 105/63, подпис липсва, Градска художествена галерия, Пловдив[1]
- „Събирачка на сено“, м.б., пл., 60/49, подпис липсва, Градска художествена галерия, Пловдив[1]

в НХГ София
- „Жътварки“. 1905. Национална художествена галерия, София[2]
- „Веячка на боб“. 1919[3]